# Veleškovec
 Veleškovec  falu Horvátországban Krapina-Zagorje megyében. Közigazgatásilag Zlatar Bistricához tartozik.

## Fekvése
Zágrábtól 29 km-re északkeletre, községközpontjától 2 km-re keletre a Horvát Zagorje területén a Korpona partján fekszik.

## Története
1857-ben 137, 1910-ben 418 lakosa volt. Trianonig Varasd vármegye Zlatari járásához tartozott.
2001-ben 294 lakosa volt.

## Külső hivatkozások
Zlatar Bistrica hivatalos oldala